# X FM
X FM foi uma emissora de rádio brasileira de São Paulo. Fundada em 1979, começou a operar na frequência 90.5 MHz FM, como Excelsior FM. Herdeira da programação musical da Rádio Excelsior, virou mais tarde Globo FM. Em 1991, trocou de nome pela última vez, e em 1995, foi extinta para ceder lugar à CBN São Paulo.

## História
Inaugurada no fim da década de 1970, a Excelsior FM foi a única emissora FM do Sistema Globo de Rádio em São Paulo. Adotando a linha de programação jovem da sua coirmã Rádio Excelsior, a Nova Excelsior teve um histórico marcado por diversas alterações em grade musical ao longo de sua existência.
Dirigida inicialmente por Boninho, a primeira mudança da Excelsior FM se deu em 1981, quando a emissora trocou basicamente a disco music pelo rock. Um ano depois, com a contratação do jornalista Maurício Kubrusly como diretor artístico, que criou o slogan a única rádio que nunca toca a mesma faixa duas vezes,o rock dividiu espaço na programação com novos artistas da cena independente da música popular brasileira (entre os quais, Premeditando o Breque, Língua de Trapo, Tetê Espindola, Itamar Assumpção, Arrigo Barnabé, Almir Sater e Grupo Rumo).
Ainda daquela época, seus programas de maior sucesso eram o Rock Sanduwich (apresentado por Kid Vinil e Leopoldo Rey), Sinergia (comandado por Valdir Montanari), Submarino Amarelo (só com canções dos Beatles) e Fã Clube (baseado em uma seção da revista SomTrês, da qual Kubrusly era o editor-chefe).
Essa grade musical não perduraria por muito tempo. Em fevereiro de 1983, sob alegação de se criar uma cadeia nacional de FMs, as Organizações Globo mudaram a programação da Excelsior, que seria baseada em sucessos comerciais, e rebatizaram a frequência 90.5 MHz como Globo FM. Sem conseguir figurar entre as líderes de audiência, segmentou-se para o genero adulto contemporâneo em 1989.
No inicio da década de 1990, novas mudanças - a estação foi renomeada como X FM e adotou uma linha comercial para sucessos brasileiros daquele momento (axé, pagode, sertanejo, entre outros). Fora da lista das líderes de audiência, foi extinta em novembro de 1995. Em seu lugar, passou a ser repetido o sinal da sua co-irmã CBN São Paulo.